# Großer Preis von Italien 1928

Streckenlayout

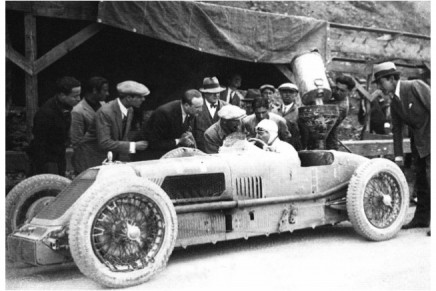
Emilio Materassi im Talbot-Darracq 700 im Training

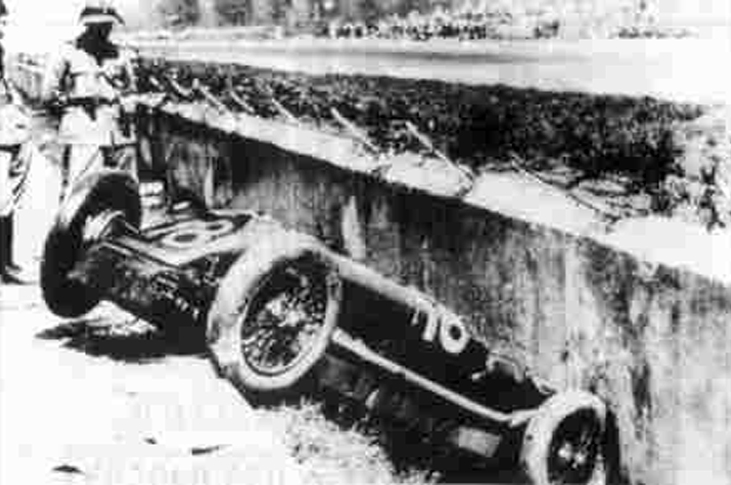
Das Wrack des Talbot nach dem Unfall

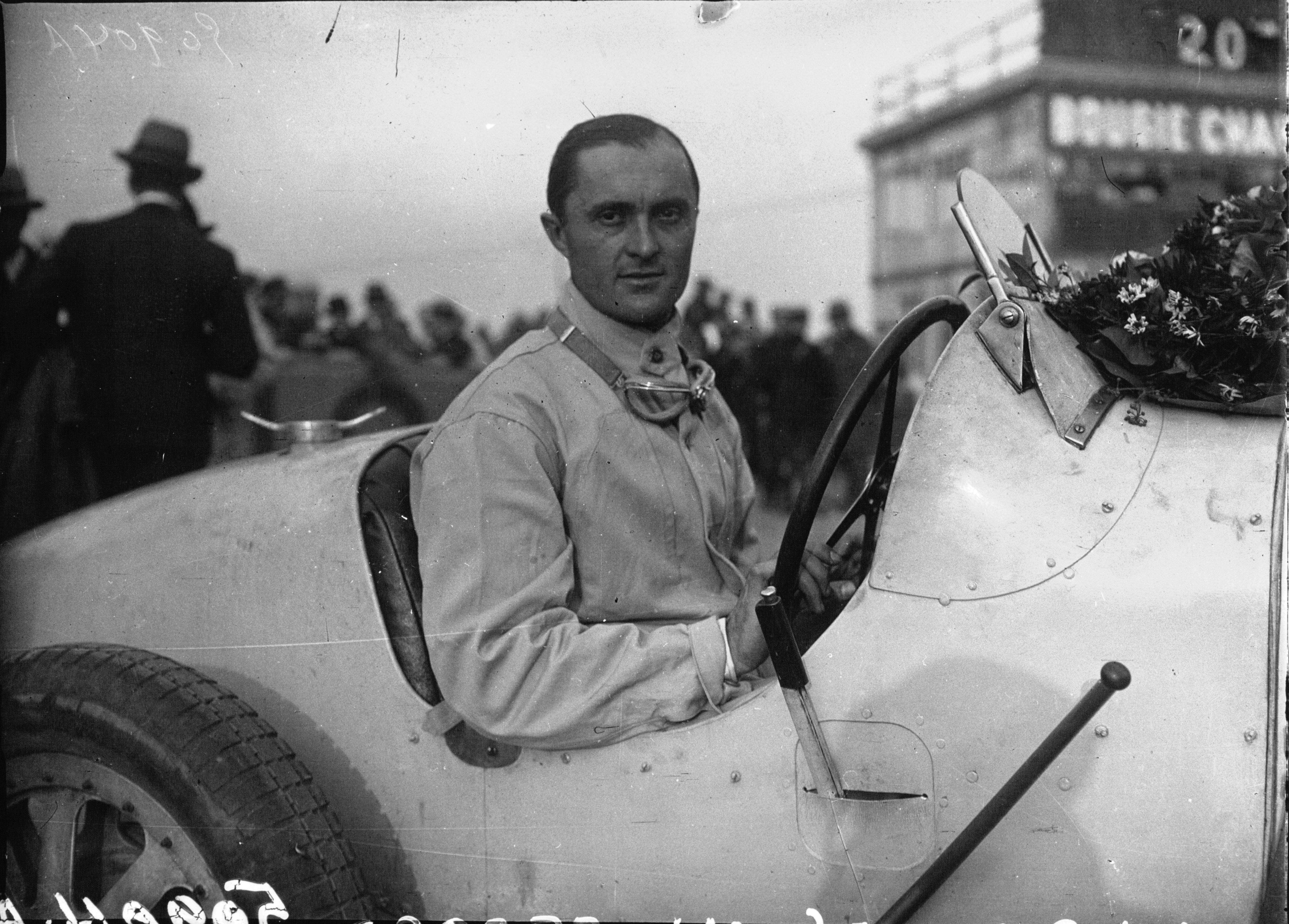
Rennsieger Louis Chiron

Der VIII. Große Preis von Italien fand am 9. September 1928 auf dem Autodromo di Milano in Monza statt. Das Rennen hatte auch den AIACR-Ehrentitel VI. Großer Preis von Europa und war in diesem Jahr das einzige Grande Épreuve, das unter Anwendung der geltenden Internationalen Grand-Prix-Rennformel (Rennwagen zwischen 550 und 750 kg Gesamtgewicht; Mindestbreite 80 cm; Renndistanz mindestens 600 km) durchgeführt wurde. Es war ursprünglich als Wertungslauf zur Automobilweltmeisterschaft vorgesehen und wurde über 60 Runden à 10 km ausgetragen, was einer Gesamtdistanz von 600 km entsprach.
Sieger des Rennens wurde Louis Chiron auf Bugatti Type 35C.
Bei dem Rennen kam es mit 23 Toten und 36 Verletzten zum bislang folgenschwersten Zwischenfall im Grand-Prix-Sport – und hinter dem Unfall beim 24-Stunden-Rennen von Le Mans 1955 zur zweitgrößten Katastrophe in der Geschichte des Motorsports überhaupt – als Talbot-Fahrer Emilio Materassi bei voller Fahrt von der Strecke abkam und sein Wagen in die Zuschauerränge geschleudert wurde.

## Rennen
Trotz des Niedergangs der Grand-Prix-Rennen hatte die AIACR auch für 1928 wieder eine Automobilweltmeisterschaft ausgeschrieben, für die schon Ende 1926 eine neue offizielle Internationale Rennformel verabschiedet worden war. Hubraumvorschriften entfielen nun komplett, lediglich Minimal- und Maximalgewichte von 550 bzw. 750 kg, sowie eine Mindestdistanz von 600 km für die großen Preise waren noch vorgeschrieben. Trotzdem zeigten mit Ausnahme von Bugatti und Maserati keine Automobilfirmen die Bereitschaft zur Teilnahme. Um trotzdem attraktive Starterfelder bieten zu können, verzichten die meisten Veranstalter daher komplett auf jegliche Beschränkung und öffneten ihre Rennen auch für nicht an ein Werk gebundene Privatfahrer – auch wenn dies den Verlust des Status eines Grande Épreuves zur Folge hatte. Der eigentlich für dieses Jahr als Großer Preis von Europa vorgesehene britische Grand Prix wurde sogar komplett abgesagt. Lediglich der italienische Automobilverband hielt an der Austragung seines Grand Prix als ein Grande Épreuve nach der internationalen Rennformel fest, weswegen der Ehrentitel dann auf dieses Rennen übertragen wurde. Allerdings hatte die CSI („Commission Sportive Internationale“ – der Sportausschuss der AIACR) bei dieser Gelegenheit gleich eine komplette Kehrtwende hingelegt und entschieden, dass auch hier jetzt unabhängige Teilnehmer zugelassen waren, wenn sie eine entsprechende Zustimmung vom Hersteller ihres Rennwagens vorweisen konnten.
Davon profitierten in erster Linie Bugatti und zunehmend auch Maserati, deren Rennwagen frei verkäuflich waren und deswegen die formelfreien Rennen quer durch Europa nicht nur zahlenmäßig dominierten. Bugatti hatte dafür wahlweise den Type 35B mit 2,3 Litern Hubraum oder den Type 35C mit nur 2 Litern Hubraum im Programm, der dafür etwas leichter und drehfreudiger war und auch vom Werksteam selbst eingesetzt wurde. Maserati setzte mit dem Tipo 26R mit 1,7 Litern Hubraum das einzige speziell für die aktuelle Rennformel entwickelte Modell dagegen, daneben stand den Privatfahrern mit dem Tipo 26/26B von wahlweise 1,5 oder 2 Litern Hubraum eine etwas ältere und schwerere Konstruktion zur Verfügung.
Der Veranstalter erzielte ein ordentliches Meldeergebnis und neben den vom Werk betreuten Bugatti von Louis Chiron und dem unter dem Pseudonym „W. Williams“ startenden William Grover-Williams dem Maserati-Werksteam mit Baconin Borzacchini, Aymo Maggi und Ernesto Maserati war ein starkes Feld von 17 Privatfahrern am Start. Darunter auch die ehemaligen Werks-Talbots, die jetzt privat von Emilio Materassi eingesetzt wurden, der damit mit seinen Teamkollegen Gastone Brilli-Peri, Antonio Brivio, Luigi Arcangeli und Gianfranco Comotti den ersten auf internationaler Ebene konkurrenzfähigen Privatrennstall anführte. Ein weiterer starker Privatfahrer war Tazio Nuvolari auf Bugatti, während Achille Varzi Nuvolaris Rennstall mittlerweile wieder verlassen und von Giuseppe Campari dessen weiterhin vom Werk betreuten Alfa-Romeo-P2-Grand-Prix-Rennwagen erworben hatte, den sich beide im Rennen teilten. Zwei ältere Delage-Type-2-LCV-Zwölfzylinder, ebenfalls aus der 1925 ausgelaufenen 2-Liter-Rennformel, die von Giulio Aymini eingesetzt wurden, hatten dagegen bereits zusehends darunter gelitten, dass für die Wartung keine Werksorganisation mehr zur Verfügung stand, und hatten mit dem Ausgang des Rennens nichts zu tun.
Angesichts der Öffnung des Rennens für so viele unterschiedliche Teilnehmer gab der Veranstalter vor, dass im Rennen nur antreten durfte, wer zuvor im Training auf dem 10 km langen Kurs eine volle Runde mit einer Durchschnittsgeschwindigkeit von mindestens 150 km/h erzielt hatte. Dies ist damit so weit bekannt der erste Fall, dass sich bei einem offiziellen Internationalen Grand Prix Teilnehmer für das Rennen zuvor erst qualifizieren mussten.

### Unfall
Von Beginn an hatte das Rennen zunächst den spannendsten Verlauf, den ein Grand Prix von Italien bisher gesehen hatte; zum ersten Mal gab es beinahe gleichwertige Wagen verschiedener Hersteller und es kam erstmals zu den legendären „Windschattenschlachten“, für die Monza bald lange Zeit berühmt wurde. Grover-Williams, Nuvolari (beide Bugatti), Brilli-Peri (Talbot) und Varzi (Alfa Romeo) wechseln sich im ersten Drittel des Rennens an der Spitze ab. Während Borzacchini mit seinem Maserati allmählich den Anschluss verlor, schloss Chiron (Bugatti) – der das Rennen wie üblich etwas zurückhaltend angegangen war – noch zur Spitzengruppe auf und auch Materassi (Talbot) konnte nach einem frühen Boxenaufenthalt den Abstand immer weiter verkürzen.
Ausgangs der 17. Runde nahm das Rennen jedoch eine tragische Wendung. Bei dem Versuch, die untereinander um Position kämpfenden Ernesto Maserati (Maserati) und Foresti (Bugatti) auf der Start- und Zielgeraden zu überrunden, verlor Materassi bei voller Geschwindigkeit (mit etwa 185 km/h) die Kontrolle über seinen Talbot. Das Auto geriet ins Schlingern und kam nach links von der Strecke ab, wo es einen Drahtzaun durchbrach und über einen Graben in die dahinterliegenden Zuschauerränge geschleudert wurde, deren erste Reihen es auf einer Länge von etwa 50 m ummähte, bevor es schließlich im Graben wieder zum Liegen kam. Neben Materassi, der aus seinem Rennwagen herausgeschleudert wurde, kamen bei dem Unfall 22 Zuschauer ums Leben, weitere 36 wurden verletzt.
Die Rennleitung, der neben Vincenzo Florio auch Mussolinis Bruder Arnaldo angehörte, erkannte zwar umgehend das Ausmaß der Katastrophe, entschied jedoch, das Rennen aus Sorge vor einer Massenpanik weiterlaufen zu lassen. Nur Materassis Team, für das der Tod seines Besitzers und Leiters nicht nur menschlich eine Katastrophe darstellte, zog seine verbliebenen Wagen umgehend von der Strecke zurück.
Obwohl im Nachgang ein Gericht die Veranstalter wegen nicht ausreichender Sicherheitsvorkehrungen schuldig sprach, gab es auch in den kommenden beiden Jahrzehnten – bis zur Katastrophe von Le Mans 1955 – im Grand-Prix-Sport kaum grundsätzliche Verbesserungen, so dass tödliche Unfälle weiterhin beinahe an der Tagesordnung blieben. In Monza beschränkten sich die Maßnahmen im Wesentlichen auf die Verbreiterung des Grabens und die Errichtung von 90 cm hohen Betonmauern im Bereich der um 15 m zurückversetzten Tribünen. Für die Fahrer blieb die Strecke jedoch praktisch so gefährlich wie zuvor.
Die Ursache für den Unfall ist bis heute ungeklärt. Eine Beteiligung Forestis oder Maseratis am Zustandekommen konnte in den nachträglichen Untersuchungen nicht festgestellt werden.

### Fortsetzung des Rennens
Die übrigen Rennfahrer hatten, ebenso wie die Zuschauer, keine genauen Informationen erhalten und setzten das Rennen daher zum Teil relativ unbeeindruckt fort. Wenig später wäre es beinahe sogar zu einer weiteren Katastrophe gekommen, als Borzacchini (Maserati) mit einem auf der Strecke geparkten Auto kollidierte und die Zuschauerränge dieses Mal auf der anderen Seite der Geraden nur knapp verfehlte.
Obwohl der Alfa Romeo eigentlich als das schneller Auto galt, hatte sich Chiron an der Spitze in der Zwischenzeit von Varzi etwas absetzen können, der das Steuer vorübergehend an den als Ersatzfahrer gemeldeten Campari übergab. Dieser hatte den Unfall jedoch von den Boxen aus mitbekommen und war nicht in der Lage, auf Chiron Druck auszuüben, so dass schließlich Varzi das Auto wieder übernahm. Das Rennen ging schließlich ohne wesentliche Positionswechsel zu Ende. Lediglich Nuvolari und Drouet führten mit ihren Bugatti noch eine Weile lang einen Kampf um den dritten Platz, den der Italiener dann für sich entschied. Am Ende ging Chiron mit etwas über zwei Minuten Vorsprung auf Varzi über die Linie, nach weiteren drei Fahrern wurde das Rennen schließlich abgewunken. Chiron erfuhr erst bei der Siegerehrung von der Katastrophe und sprach seine Anteilnahme aus. Danach fuhr er mit Meo Costantini, Giulio Binda und Benoît Musy ins Krankenhaus um seinem toten Freund Emilio Materassi die letzte Ehre zu erweisen.

## Ergebnisse

### Meldeliste
| Team                       | Nr. | Fahrer                     | Info  | Chassis            | Motor                           | Reifen |
| -------------------------- | --- | -------------------------- | ----- | ------------------ | ------------------------------- | ------ |
| Officine Alfieri Maserati  | 02  | Baconin Borzacchini        |       | Maserati 26R       | Maserati 26R 1.7L I8 Kompressor | P      |
| Officine Alfieri Maserati  | 06  | Aymo Maggi a               |       | Maserati 26R       | Maserati 26R 1.7L I8 Kompressor | P      |
| Officine Alfieri Maserati  | 42  | Ernesto Maserati           |       | Maserati 26B       | Maserati 26 2.0L I8 Kompressor  | P      |
| Officine Alfieri Maserati  |     | Cesare Pastore             | RES   |                    |                                 | P      |
| Officine Alfieri Maserati  |     | Alfieri Maserati           | RES   |                    |                                 | P      |
| Manuel Blancas             | 04  | Manuel Blancas             | DNS b | Bugatti T35B       | Bugatti 2.3L I8 Kompressor      |        |
| Scuderia Materassi         | 08  | Gastone Brilli-Peri        |       | Talbot-Darracq 700 | Talbot 1.5L I8 Kompressor       | D      |
| Scuderia Materassi         | 18  | Emilio Materassi           |       | Talbot-Darracq 700 | Talbot 1.5L I8 Kompressor       | D      |
| Scuderia Materassi         | 46  | Luigi Arcangeli            |       | Talbot-Darracq 700 | Talbot 1.5L I8 Kompressor       | D      |
| Scuderia Materassi         | 44  | Antonio Brivio             |       | Talbot-Darracq 70  | Talbot 1.5L I4 Kompressor       | D      |
| Scuderia Materassi         | 48  | Gianfranco Comotti         |       | Talbot-Darracq 70  | Talbot 1.5L I4 Kompressor       | D      |
| Scuderia Materassi         |     | Carlo Rosti                | RES   |                    |                                 | D      |
| Giulio Foresti             | 10  | Giulio Foresti             |       | Bugatti T35C       | Bugatti 2.0L I8 Kompressor      |        |
| William Grover-Williams    | 12  | William Grover-Williams    |       | Bugatti T35B       | Bugatti 2.3L I8 Kompressor      | A      |
| Giuseppe Gilera            | 14  | Giuseppe Gilera            | DNS   | Bugatti T35        | Bugatti 2.0L I8                 |        |
| Gheorghe Ghyka Cantacuzene | 16  | Gheorghe Ghyka Cantacuzene | DNA   | Cozette Spezial    | Cozette 1.1L I4 Kompressor      |        |
| Giulio Aymini              | 20  | Giulio Aymini              |       | Delage 2 LCV       | Delage 2.0L V12 Kompressor      |        |
| Guy Bouriat                | 22  | Guy Bouriat                |       | Bugatti T35C       | Bugatti 2.0L I8 Kompressor      |        |
| Edouard Probst             | 24  | Edouard Probst             |       | Bugatti T35        | Bugatti 2.0L I8                 |        |
| Scuderia Nuvolari          | 26  | Tazio Nuvolari             |       | Bugatti T35C       | Bugatti 2.0L I8 Kompressor      | P      |
| Pierre Blaque-Belair       | 28  | Pierre Blaque Belair       |       | Bugatti T35C       | Bugatti 2.0L I8 Kompressor      |        |
| Cleto Nenzioni             | 30  | Cleto Nenzioni             |       | Bugatti T37A       | Bugatti 1.5L I4 Kompressor      |        |
| Carlo Tonini               | 32  | Carlo Tonini               |       | Bugatti T35C       | Bugatti 2.0L I8 Kompressor      |        |
| Ugo Stefanelli             | 34  | Ugo Stefanelli             | DNS c | Bugatti T35        | Bugatti 2.0L I8                 |        |
| Jean-Claude d’Ahetze       | 36  | Jean-Claude d’Ahetze       |       | Bugatti T37A       | Bugatti 1.5L I4 Kompressor      |        |
| Giuseppe Campari           | 38  | Achille Varzi d            |       | Alfa Romeo P2      | Alfa Romeo 2.0 I8               | P      |
| Giuseppe Campari           |     | Giuseppe Campari           | RES   | Alfa Romeo P2      | Alfa Romeo 2.0 I8               | P      |
| Guy Drouet                 | 40  | Guy Drouet                 |       | Bugatti T35B       | Bugatti 2.3L I8 Kompressor      | M      |
| Louis Chiron               | 50  | Louis Chiron               |       | Bugatti T35C       | Bugatti 2.0L I8 Kompressor      |        |
| Mario Piccolo              | 52  | Mario Piccolo              |       | Maserati 26B       | Maserati 26 2.0L I8 Kompressor  |        |
| Manuel Ceratto             | 54  | Manuel Ceratto             | DNA   | Delage 2 LVC       | Delage 2.0L V12                 |        |
| Federico Fisauli           | 56  | Federico Fisauli           | DNS   | Maserati 26B       | Maserati 26 2.0L I8 Kompressor  |        |
| Ruggiero Bisighin          | 58  | Ruggiero Bisighin          | DNA   | Bugatti T35        | Bugatti 2.0L I8                 |        |
| Alberto Kechler            | 60  | Alberto Kechler            |       | Alfa Romeo 6C-1500 | Alfa Romeo 1.5L I6 Kompressor   |        |
| Roberto Serboli            | 62  | Roberto Serboli            |       | Delage 2 LVC       | Delage 2.0L V12 Kompressor      |        |

### Startaufstellung
Die Startpositionen wurden in der Reihenfolge der vorab ausgelosten Startnummern vergeben.
| Borzacchini   | Maggi       | Brilli-Peri |
|               |             |             |
| Foresti       | Williams    | -           |
|               |             |             |
| -             | Materassi   | Aymini      |
|               |             |             |
| Bouriat       | Probst      | Nuvolari    |
|               |             |             |
| Blaque Belair | Nenzioni    | Tonini      |
|               |             |             |
| -             | d’Ahetze    | Varzi       |
|               |             |             |
| Drouet        | E. Maserati | Brivio      |
|               |             |             |
| Arcangeli     | Comotti     | Chiron      |
|               |             |             |
| Piccolo       |             |             |

### Rennergebnis
| Pos. | Fahrer                                        | Konstrukteur | Runden | Stopps | Zeit          | Start | Schnellste Runde | Ausfallgrund           |
| ---- | --------------------------------------------- | ------------ | ------ | ------ | ------------- | ----- | ---------------- | ---------------------- |
| 01   | Louis Chiron                                  | Bugatti      | 60     |        | 3:45:08,6 h   | 14    | 3:38,0 min       |                        |
| 02   | Achille Varzi Giuseppe Campari                | Alfa Romeo   | 60     |        | + 2:20,4 min  | 21    | 3:37,6 min       |                        |
| 03   | Tazio Nuvolari                                | Bugatti      | 60     |        | + 14:19,0 min | 9     | 3:40,0 min       |                        |
| 04   | Guy Drouet                                    | Bugatti      | 60     |        | + 14:29,2 min | 16    | 3:43,6 min       |                        |
| 05   | Aymo Maggi Cesare Pastore Baconin Borzacchini | Maserati     | 60     |        | + 25:20,4 min | 22    | 3:49,0 min       |                        |
| 06   | Ernesto Maserati                              | Maserati     | 55     |        | + 5 Runden    | 13    | 3:47,4 min       |                        |
| 07   | Guy Bouriat                                   | Bugatti      | 55     |        | + 5 Runden    | 10    | 3:50,6 min       |                        |
| 08   | Giulio Foresti                                | Bugatti      | 54     |        | + 6 Runden    | 2     | 3:49,4 min       |                        |
| —    | Edouard Probst                                | Bugatti      | 45     |        | NC            | 7     | 4:08,0 min       | zu geringe Renndistanz |
| —    | Jean-Claude d’Ahetze                          | Bugatti      | 40     |        | NC            | 12    | 4:28,4 min       | zu geringe Renndistanz |
| —    | Baconin Borzacchini                           | Maserati     | 26     |        | DNF           | 1     | 3:44,6 min       | Unfall                 |
| —    | Pierre Blaque Belair                          | Bugatti      | 24     |        | DNF           | 11    | 3:54,0 min       | defekte Zündkerzen     |
| —    | Luigi Arcangeli                               | Talbot       | 19     |        | DNF           | 17    | 3:37,2 min       | zurückgezogen          |
| —    | Antonio Brivio                                | Talbot       | 18     |        | DNF           | 20    | 4:05,4 min       | zurückgezogen          |
| —    | Gastone Brilli-Peri                           | Talbot       | 17     |        | DNF           | 5     | 3:40,4 min       | zurückgezogen          |
| —    | Emilio Materassi                              | Talbot       | 17     |        | DNF           | 3     | 3:38,4 min       | tödlicher Unfall       |
| —    | Gianfranco Comotti                            | Talbot       | 16     |        | DNF           | 19    | 4:03,0 min       | zurückgezogen          |
| —    | Carlo Tonini                                  | Bugatti      | 15     |        | DNF           | 15    | 4:05,8 min       | mangelnde Schmierung   |
| —    | Giulio Aymini                                 | Delage       | 14     |        | DNF           | 6     | 4:03,2 min       | Zylinder überhitzt     |
| —    | William Grover-Williams                       | Bugatti      | 5      |        | DNF           | 4     | 3:37,6 min       | defekter Kolbenring    |
| —    | Cleto Nenzioni                                | Bugatti      | 2      |        | DNF           | 8     |                  | defekte Zündkerzen     |
| —    | Mario Piccolo                                 | Maserati     | 1      |        | DNF           | 18    |                  | Mechanik               |